# Butch van Breda Kolff
Pour les articles homonymes, voir Butch.
Butch van Breda Kolff, né le 28 octobre 1922 à Glen Ridge dans le New Jersey et mort le 22 août 2007 à Spoken dans l'État de Washington, est un entraîneur de basket-ball américain d'origine néerlandais. Il est le père de Jan van Breda Kolff.

## Biographie
Butch van Breda Kolff, est un ancien joueur de basket-ball américain d'origine néerlandais et entraîneur, il joua pour l'université de Princeton puis pour les New York Knicks pendant quatre ans de 1946 à 1950 il est l'un des premiers joueur de la BAA et de la NBA il compila une moyenne de 1,6 point et 0,4 passe décisive par match lors de sa première saison, au total il compila 4,7 points et 0,4 passe décisive par match.
Le 15 février 1949 Butch van Breda Kolff atteint 22 points son record en match contre les St. Louis Bombers.
Pendant la saison 1948-1949 il atteignit une moyenne de 7,0 points et 2,4 passes décisives par match, son record en carrière. Il prit sa retraite en 1950 et devient entraîneur, il entraîna notamment les Lakers de Los Angeles (1967-1969), les Pistons de Détroit (1969-1972), les Suns de Phoenix (1972-1973) et les Jazz de la Nouvelle-Orléans (1974-1977). Il finira sa carrière d' entraîneur avec L'Université de Hofstra de 1988-1994.
Il meurt le 22 août 2007 dans la ville de Spokan dans l'État de Washington à l'âge de 84 ans.

## Palmarès
Butch van Breda Kolff  est intronisé au New York Sports Hall of Fame en 1993. 